# Japoh
Japoh is een bestuurslaag in het regentschap Sragen van de provincie Midden-Java, Indonesië. Japoh telt 2321 inwoners (volkstelling 2010).